# Frans zoetwaterhengelteam
Het Franse zoetwaterhengelteam is een nationale zoetwaterhengelteam voor heren.

## Historiek
Het Franse team werd vijftienmaal wereldkampioen, daarnaast wonnen ze even vaak zilver en elfmaal brons. In het individueel klassement op dit WK veroverden de Franse teamleden twaalfmaal goud, zevenmaal zilver en vijftienmaal brons. Goed voor een medaillespiegel van 75 stuks.

## Palmares
| Land | team | team | team | ind. | ind. | ind. | totaal (medailles) |
| ---- | ---- | ---- | ---- | ---- | ---- | ---- | ------------------ |
| WK   | 15   | 15   | 11   | 12   | 7    | 15   | 75                 |
| EK   |      |      |      |      |      |      |                    |

| Kampioenschap | Locatie                             | Medaille |
| ------------- | ----------------------------------- | -------- |
| WK 1955       | Reading (Verenigd Koninkrijk)       | Brons    |
| WK 1956       | Parijs (Frankrijk)                  | Goud     |
| WK 1957       | Belgrado (Joegoslavië)              | Brons    |
| WK 1958       | Hoei (België)                       | Zilver   |
| WK 1959       | Neuchâtel (Zwitserland)             | Goud     |
| WK 1960       | Gdańsk (Polen)                      | Zilver   |
| WK 1962       | Peschiera (Italië)                  | Zilver   |
| WK 1963       | Wormeldange (Luxemburg)             | Goud     |
| WK 1964       | Isola Pescaroli (Italië)            | Goud     |
| WK 1965       | Galați (Roemenië)                   | Zilver   |
| WK 1966       | Marthan Ferry (Verenigd Koninkrijk) | Goud     |
| WK 1967       | Dunaújváros (Hongarije)             | Zilver   |
| WK 1968       | Fermoy (Ierland)                    | Goud     |
| WK 1969       | Bad Oldesloe (BRD)                  | Brons    |
| WK 1970       | Berg (Nederland)                    | Brons    |
| WK 1971       | Pozzolo (San Marino)                | Brons    |
| WK 1972       | Praag (Tsjechoslowakije)            | Goud     |
| WK 1973       | Chalon-sur-Saône (Frankrijk)        | Zilver   |
| WK 1974       | Gent (België)                       | Goud     |
| WK 1975       | Bydgoszcz (Polen)                   | Goud     |
| WK 1977       | Ehnen (Luxemburg)                   | Brons    |

| Kampioenschap | Locatie                          | Medaille |
| ------------- | -------------------------------- | -------- |
| WK 1978       | Wenen (Oostenrijk)               | Goud     |
| WK 1979       | Zaragoza (Spanje)                | Goud     |
| WK 1981       | Luddington (Verenigd Koninkrijk) | Goud     |
| WK 1982       | Newry (Ierland)                  | Zilver   |
| WK 1988       | Damme (België)                   | Brons    |
| WK 1990       | Maribor (Joegoslavië)            | Goud     |
| WK 1991       | Szeged (Hongarije)               | Zilver   |
| WK 1992       | Enniskillen (Ierland)            | Zilver   |
| WK 1993       | Coruche (Portugal)               | Zilver   |
| WK 1994       | Nottingham (Verenigd Koninkrijk) | Zilver   |
| WK 1995       | Lappeenranta (Finland)           | Goud     |
| WK 1997       | Velence (Hongarije)              | Brons    |
| WK 1998       | Zagreb (Kroatië)                 | Zilver   |
| WK 2001       | Parijs (Frankrijk)               | Zilver   |
| WK 2003       | Madunice (Slowakije)             | Brons    |
| WK 2004       | Willebroek (België)              | Goud     |
| WK 2009       | Almere (Nederland)               | Zilver   |
| WK 2012       | Uherské Hradiště (Tsjechië)      | Brons    |
| WK 2013       | Warschau (Polen)                 | Zilver   |
| WK 2017       | Ronquières (België)              | Brons    |